# Leptocyon
Leptocyon è un genere estinto di mammiferi carnivori, appartenente ai canidi. Visse tra l'Oligocene medio e il Miocene superiore (tra 28 e 10 milioni di anni fa). I suoi resti fossili sono stati ritrovati in Nordamerica. È considerato il più antico rappresentante della sottofamiglia dei canidi attuali (Caninae).

## Descrizione
Questo canide era di piccole dimensioni, e l'altezza al garrese non doveva superare i 25 centimetri. Il peso doveva essere inferiore ai 2 chilogrammi, e in generale la corporatura assomigliava molto a quella di una volpe attuale. Lo scheletro, tuttavia, non mostra le specializzazioni presenti nelle volpi; rispetto ai contemporanei borofagini (come Archaeocyon), Leptocyon possedeva una mandibola più lunga e premolari di struttura più semplice, separati fra loro da spazi.

## Classificazione

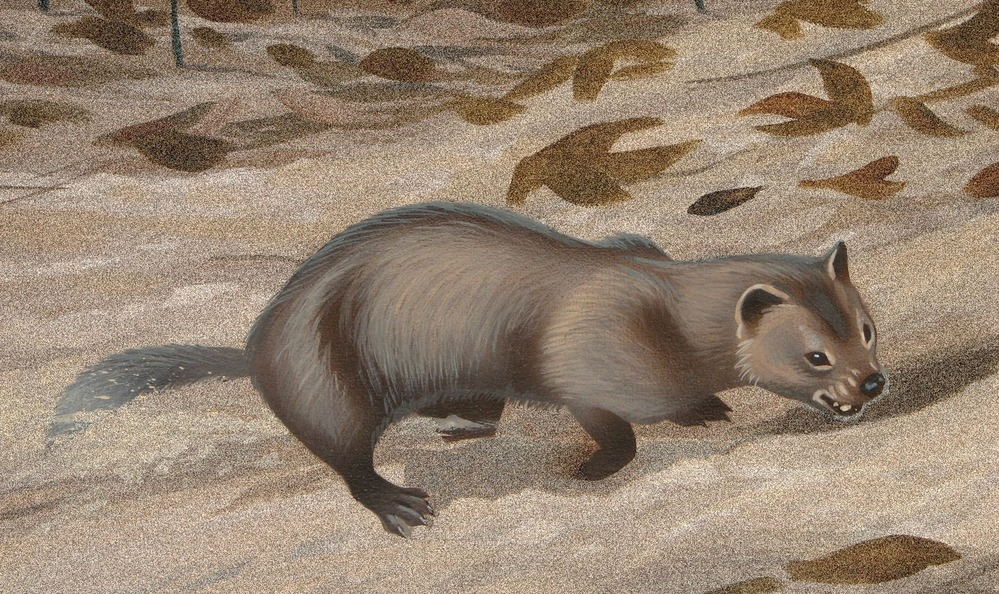
Ricostruzione artistica di Leptocyon

Il genere Leptocyon è stato descritto per la prima volta da W. D. Matthew nel 1918 per accogliere alcune specie di canidi, precedentemente attribuite ad altri generi (tra cui Hesperocyon e Cynodesmus). Matthew si rese conto che queste specie possedevano alcune caratteristiche proprie dei canidi odierni, in particolare delle volpi. Successivamente, alcuni studiosi (tra cui Gregory, 1942) inclusero Leptocyon nel genere Vulpes proprio per queste somiglianze; in ogni caso, la grande maggioranza degli studiosi attualmente ritiene che Leptocyon sia un genere a sé stante.
Attualmente Leptocyon è considerato il più antico e più primitivo membro della sottofamiglia Caninae, che comprende tutti i canidi odierni. Il genere Leptocyon include numerose specie, diffuse in gran parte del Nordamerica (California, Colorado, Florida, Kansas, Nebraska, Nevada, New Mexico, Oregon, South Dakota, Texas, Saskatchewan); tra queste, alcune erano davvero minuscole (ad esempio L. delicatus dell'Oligocene superiore, tra i canidi più piccoli mai vissuti) e altre relativamente evolute preannunciano le vere volpi (ad esempio L. vafer, vissuto alla fine del Miocene).

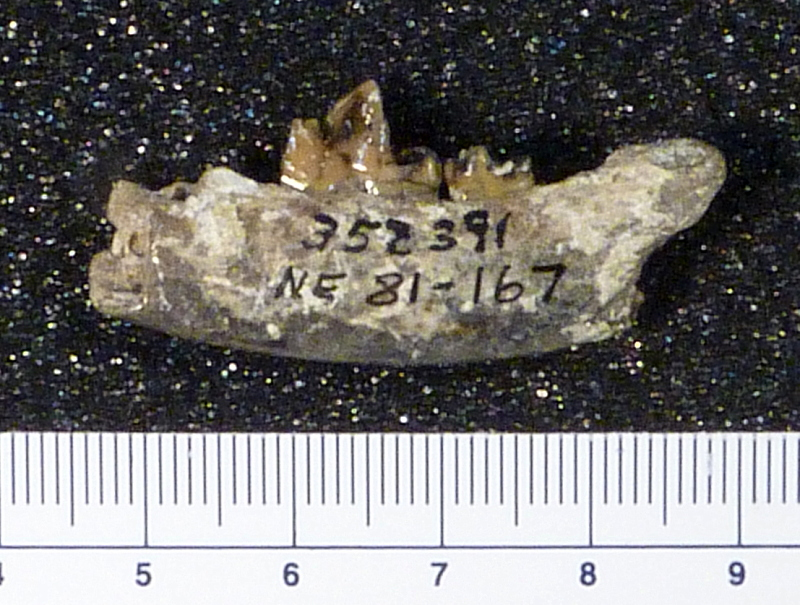
Mandibola di Leptocyon vafer

## Paleoecologia
Le specie di Leptocyon dovevano essere predatori poco specializzati, la cui dentatura e il cranio erano adattati a predare piccoli animali veloci. Si suppone che si cibassero anche di frutti; la grande somiglianza nella dentatura e nella taglia di queste specie indica che il loro adattamento a una dieta mista cambiò poco durante tutto il Miocene.